# راب پورتمن
راب پورتمن (به انگلیسی: Rob Portman) (زادهٔ ۱۹ دسامبر ۱۹۵۵) سناتور ایالت اوهایو در سنای ایالات متحده آمریکا است که برای نخستین‌بار در ۳ ژانویه ۲۰۱۱ به‌عضویت این مجلس درآمد. وی در زمرهٔ سناتورهای گروه سوم است که به‌مدت ۶ سال در سنا حضور دارند و تا تاریخ ۳ ژانویه ۲۰۱۷ در این مجلس خواهد بود.